# Йозеф Николай Лауренти
Йозеф Николай Лауренти (на латински: Josephus Nicolaus Laurenti) е австрийски зоолог. Той е автор на „Specimen Medicum, Exhibens Synopsin Reptilium Emendatam cum Experimentis circa Venena“ (1768), един от основополагащите трудове на херпетологията. В него той значително разширява класификацията на земноводните и влечугите, чието начало е поставено със „Systema Naturae“ на Карл Линей десет години преди това.